# ینگی‌بازار (شهرستان چتکل)
ینگی‌بازار (به لاتین: Jangy-Bazar) یک منطقهٔ مسکونی در قرقیزستان است که در شهرستان چتکل واقع شده‌است. ینگی‌بازار ۲٬۲۵۹ نفر جمعیت دارد و ۲٬۰۷۰ متر بالاتر از سطح دریا واقع شده‌است.